# Stade Chaban-Delmas
Stade Chaban-Delmas ili Stade Jacques-Chaban-Delmas je višenamjenski stadion koji se nalazi u francuskom gradu Bordeauxu te je dom istoimenog nogometnog kluba Girondins de Bordeaux te ragbijaške momčadi Union Bordeaux Bègles.
Stadion je do 2001. godine nosio naziv Stade du Parc Lescure, međutim nakon toga je preimenovan u Stade Chaban-Delmas u čast pokojnom gradonačelniku Jacquesu Chaban-Delmasu tijekom čijeg mandata je započela detaljna obnova i industrijalizacija grada.
Parc Lescure je 1938. i 1998. godine bio domaćin nekoliko utakmica svjetskog nogometnog prvenstva. Također, ondje su se 1999. i 2007. odigrali susreti Svjetskog ragbijaškog kupa.

## Povijest
Stade du Parc Lescure je građen tijekom 1930-ih a službeno je otvoren 12. lipnja 1938. za potrebe Svjetskog nogometnog prvenstva. Bio je domaćin dva susreta dok je četvrtfinalna utakmica između Brazila i Čehoslovačke ujedno bila i prva odigrana na tom stadionu. Zbog neriješenog rezultata (1:1), ta utakmica se ponovila. Kasnije se na njemu odigrao i susret za treće mjesto između Švedske i Brazila.
Rekord posjećenosti na stadionu postignut je 22. travnja 1985. godine u polufinalnoj utakmici Lige prvaka između domaćeg Girondins Bordeauxa i torinskog Juventusa. Tada je susretu nazočilo 40.211 gledatelja.
1998. godine stadion je drugi puta bio jedan od domaćina utakmica Svjetskog nogometnog prvenstva. Tada su ondje odigrana pet susreta skupine te jedan susret osmine finala.
Naziv stadiona je 2001. godine promijenjen iz Stade du Parc Lescure u Stade Chaban-Delmas. Time je izražena počast Jacquesu Chaban-Delmasu, generalu iz Pokreta otpora te dugogodišnjem gradonačelniku Bordeauxa (1947. – 1995.). Tijekom njegovog mandata započela je obnova i industrijalizacija grada kao i izgradnja tramvajske infrastrukture.
Jedna od zanimljivosti ovog stadiona je da ima najduži tunel kojim igrači dolaze iz svlačionica do terena. Njegova duljina iznosi 120 metara te je najduži u Europi.
U gradu će biti izgrađen novi Bordeauxov stadion na kojem će se ujedno odigrati nekoliko utakmica Europskog nogometnog prvenstva 2016. Postojeći Stade Chaban-Delmas bit će konvertiran u manji ragbijaški stadion.

## Odigrane utakmice na stadionu

### Utakmice SP-a 1938.
| 12. lipnja 1938. 17:00 |     |                 | |
| Brazil                 | 1:1 | Čehoslovačka    | Stade Chaban-Delmas, Bordeaux Utakmica: četvrtfinale Gledatelja: 22.021 Sudac: Pal von Hertzka (Mađarska) |
| Leônidas 30'           |     | Nejedlý 65' (p) | Stade Chaban-Delmas, Bordeaux Utakmica: četvrtfinale Gledatelja: 22.021 Sudac: Pal von Hertzka (Mađarska) |

| 14. lipnja 1938. 18:00   |     |              | |
| Brazil                   | 2:1 | Čehoslovačka | Stade Chaban-Delmas, Bordeaux Utakmica: ponovljena utakmica četvrtfinala Gledatelja: 18.141 Sudac: Georges Capdeville (Francuska) |
| Leônidas 57' Roberto 62' |     | Kopecký 25'  | Stade Chaban-Delmas, Bordeaux Utakmica: ponovljena utakmica četvrtfinala Gledatelja: 18.141 Sudac: Georges Capdeville (Francuska) |

| 19. lipnja 1938. 17:00  |     |                                         | |
| Švedska                 | 2:4 | Brazil                                  | Stade Chaban-Delmas, Bordeaux Utakmica: utakmica za 3. mjesto Gledatelja: 12.000 Sudac: John Langenus (Belgija) |
| Jonasson 28' Nyberg 38' |     | Romeu 44' Leônidas 63', 74' Perácio 80' | Stade Chaban-Delmas, Bordeaux Utakmica: utakmica za 3. mjesto Gledatelja: 12.000 Sudac: John Langenus (Belgija) |

### Utakmice SP-a 1998.
| 11. lipnja 1998. 17:30           |     |                | |
| Italija                          | 2:2 | Čile           | Stade Chaban-Delmas, Bordeaux Utakmica: utakmica skupine B Gledatelja: 31.000 Sudac: Lucien Bouchardeau (Niger) |
| Vieri 10' Roberto Baggio 85' (p) |     | Salas 45', 49' | Stade Chaban-Delmas, Bordeaux Utakmica: utakmica skupine B Gledatelja: 31.000 Sudac: Lucien Bouchardeau (Niger) |

| 16. lipnja 1998. 17:30 |     |                | |
| Škotska                | 1:1 | Norveška       | Stade Chaban-Delmas, Bordeaux Utakmica: utakmica skupine A Gledatelja: 31.800 Sudac: László Vagner (Mađarska) |
| Burley 66'             |     | Håvard Flo 46' | Stade Chaban-Delmas, Bordeaux Utakmica: utakmica skupine A Gledatelja: 31.800 Sudac: László Vagner (Mađarska) |

| 20. lipnja 1998. 17:30 |     |                         | |
| Belgija                | 2:2 | Meksiko                 | Stade Chaban-Delmas, Bordeaux Utakmica: utakmica skupine E Gledatelja: 31.800 Sudac: Hugh Dallas (Škotska) |
| Wilmots 43', 47'       |     | Aspe 55' (p) Blanco 62' | Stade Chaban-Delmas, Bordeaux Utakmica: utakmica skupine E Gledatelja: 31.800 Sudac: Hugh Dallas (Škotska) |

| 24. lipnja 1998. 16:00 |     |                                      | |
| JAR                    | 2:2 | Saudijska Arabija                    | Stade Chaban-Delmas, Bordeaux Utakmica: utakmica skupine C Gledatelja: 31.800 Sudac: Mario Sánchez (Čile) |
| Bartlett 77', 90' (p)  |     | Al-Jaber 45' (p) Al-Thunayan 74' (p) | Stade Chaban-Delmas, Bordeaux Utakmica: utakmica skupine C Gledatelja: 31.800 Sudac: Mario Sánchez (Čile) |

| 26. lipnja 1998. 16:00 |     |          | |
| Argentina              | 1:0 | Hrvatska | Stade Chaban-Delmas, Bordeaux Utakmica: utakmica skupine H Gledatelja: 31.800 Sudac: Said Belqola (Maroko) |
| Pineda 36'             |     |          | Stade Chaban-Delmas, Bordeaux Utakmica: utakmica skupine H Gledatelja: 31.800 Sudac: Said Belqola (Maroko) |

| 30. lipnja 1998. 16:30 |     |               | |
| Rumunjska              | 0:1 | Hrvatska      | Stade Chaban-Delmas, Bordeaux Utakmica: osmina finala Gledatelja: 31.800 Sudac: Javier Castrilli (Argentina) |
|                        |     | Šuker 45' (p) | Stade Chaban-Delmas, Bordeaux Utakmica: osmina finala Gledatelja: 31.800 Sudac: Javier Castrilli (Argentina) |

### Utakmice Svj. kupa u ragbiju 1999.
| 8. listopada 1999. |       |          |                               |
| Francuska          | 47:13 | Namibija | Stade Chaban-Delmas, Bordeaux |
|                    |       |          | Stade Chaban-Delmas, Bordeaux |

| 9. listopada 1999. |       |        |                               |
| Fidži              | 38:22 | Kanada | Stade Chaban-Delmas, Bordeaux |
|                    |       |        | Stade Chaban-Delmas, Bordeaux |

### Utakmice Svj. kupa u ragbiju 2007.
| 9. rujna 2007. |       |          |                               |
| Irska          | 32:17 | Namibija | Stade Chaban-Delmas, Bordeaux |
|                |       |          | Stade Chaban-Delmas, Bordeaux |

| 15. rujna 2007. |       |         |                               |
| Irska           | 14:10 | Gruzija | Stade Chaban-Delmas, Bordeaux |
|                 |       |         | Stade Chaban-Delmas, Bordeaux |

| 25. rujna 2007. |       |       |                               |
| Kanada          | 12:12 | Japan | Stade Chaban-Delmas, Bordeaux |
|                 |       |       | Stade Chaban-Delmas, Bordeaux |

| 29. rujna 2007. |      |            |                               |
| Kanada          | 6:37 | Australija | Stade Chaban-Delmas, Bordeaux |
|                 |      |            | Stade Chaban-Delmas, Bordeaux |

## Vanjske poveznice
- Bordeaux.com - Stade Chaban-Delmas  Arhivirana inačica izvorne stranice od 23. rujna 2015. (Wayback Machine)